# Ptáci (Kurt Gebauer)
Ptáci, nazývaní také Sousoší ptáci nebo Sochy ptáků na Ptačím vrchu v Opavě, je bronzové mechanické sousoší na Ptačím vrchu v sadech Svobody ve čtvrti Opava-Město ve městě Opava v okrese Opava. Nachází se v pohoří Opavská pahorkatina v Moravskoslezském kraji a v Horním Slezsku.

## Další informace
Dílo se skládá ze tří symbolických ptáků vytvořených v nadživotní velikosti a usazených na zemi. Dílo je od sochaře Kurta Gebauera (1941). Kinematickým ptákům se občas pomalu otáčí hlava a svítí oči. Plastiky byly slavnostně odhaleny v červnu 2006. Ptačí vrch je odedávna spojován s místem, kde se slétali ptáci a kde také v minulosti byly voliéry s živými ptáky a s touto tradicí je toto netradiční umělecké dílo v souznění. Elektronické součásti plastik jsou pod pravidelnou údržbou. Plastiky, které oživují veřejný prostor, jsou celoročně volně přístupné.

## Galerie

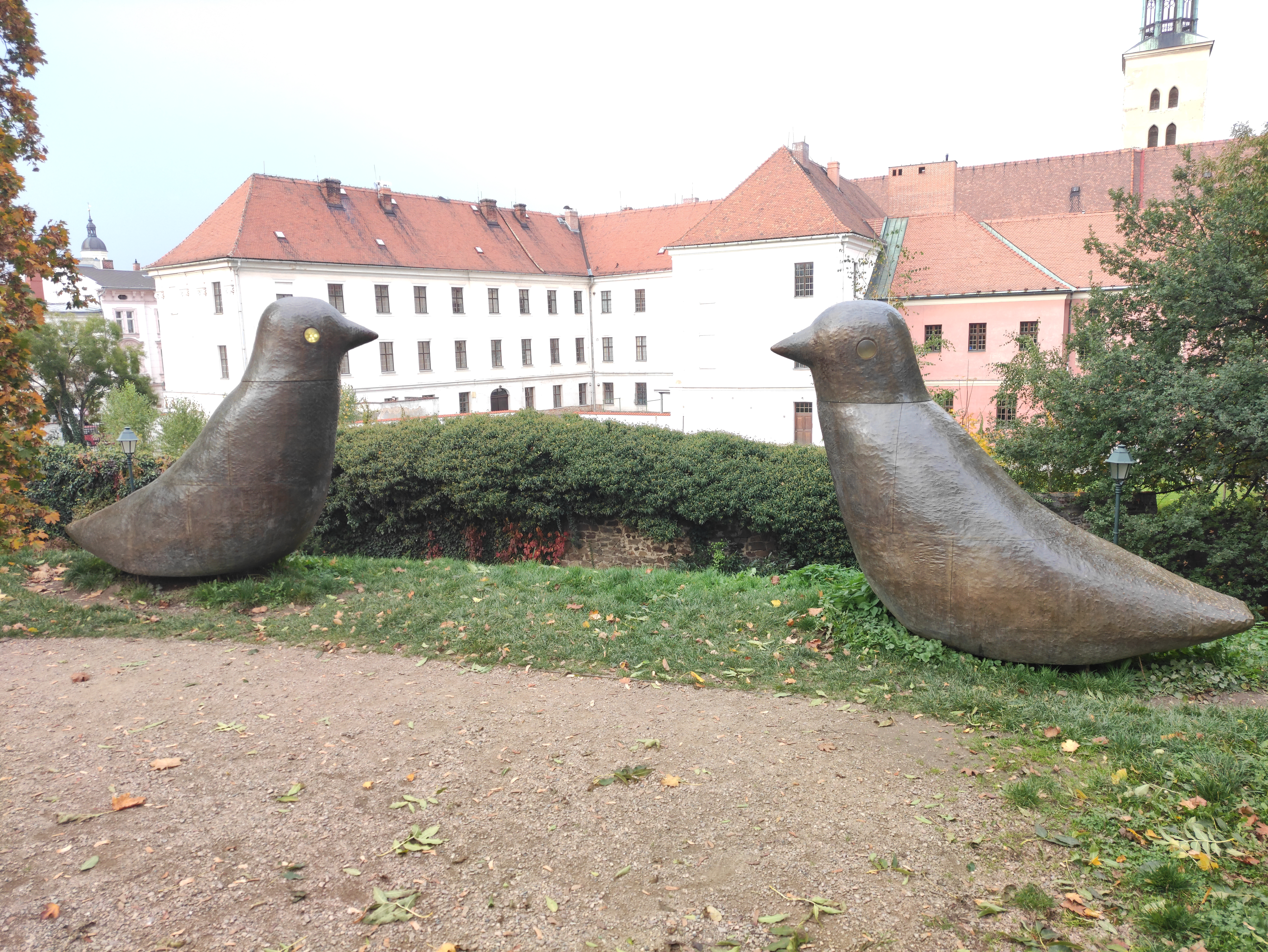
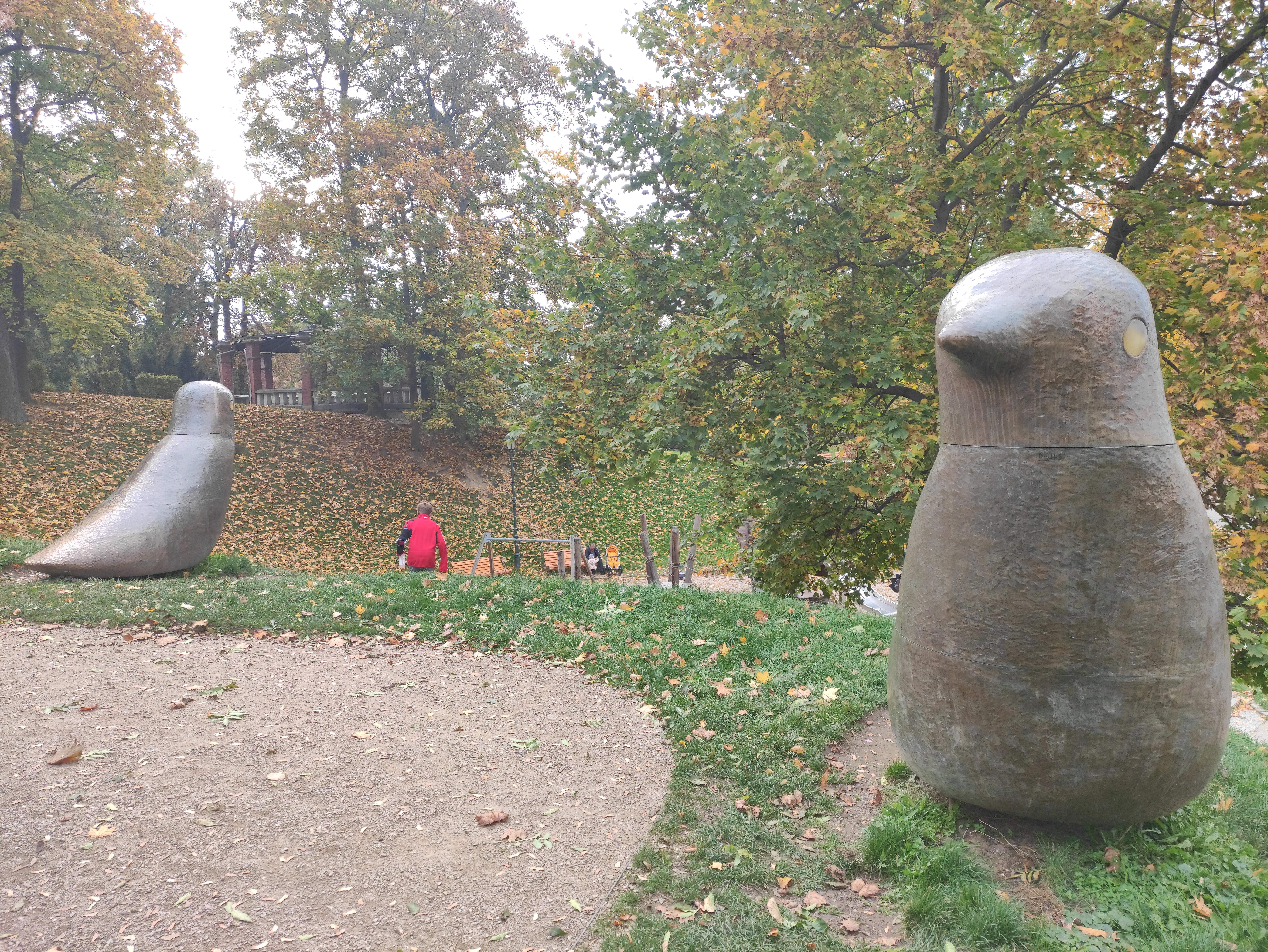